# Апофеоз (фильм)
«Апофеоз» — короткометражный немой фильм Макса Складановского 1895 года.

## Сюжет
Два изобретателя «биоскопа» (устройства вроде «волшебного фонаря», которое проектировало сменяющиеся изображения, создавая иллюзию движения), кланяются с экрана. Эту сцену показывали в конце сеанса — авторы таким образом словно прощались со зрителями.

## Премьера
Германия — 1 ноября 1895 года

## Интересные факты
- 1 ноября 1895 года Макс Складановский снял 7 фильмов, одним из которых был «Апофеоз».
- В 1897 году Макс Складановский снимет фильм Апофеоз 2